# Margency
Margency és un municipi francès, situat al departament de Val-d'Oise i a la regió de Illa de França. L'any 2007 tenia 2.857 habitants.
Forma part del cantó de Montmorency, del districte de Sarcelles i de la Comunitat d'aglomeració Plaine Vallée.

## Demografia

### Població
El 2007 la població de fet de Margency era de 2.857 persones. Hi havia 1.094 famílies, de les quals 277 eren unipersonals (103 homes vivint sols i 174 dones vivint soles), 304 parelles sense fills, 395 parelles amb fills i 118 famílies monoparentals amb fills.
La població ha evolucionat segons el següent gràfic:
Habitants censats

### Habitatges
El 2007 hi havia 1.169 habitatges, 1.107 eren l'habitatge principal de la família, 13 eren segones residències i 49 estaven desocupats. 667 eren cases i 501 eren apartaments. Dels 1.107 habitatges principals, 908 estaven ocupats pels seus propietaris, 181 estaven llogats i ocupats pels llogaters i 19 estaven cedits a títol gratuït; 26 tenien una cambra, 82 en tenien dues, 234 en tenien tres, 266 en tenien quatre i 499 en tenien cinc o més. 976 habitatges disposaven pel capbaix d'una plaça de pàrquing. A 522 habitatges hi havia un automòbil i a 530 n'hi havia dos o més.

### Piràmide de població
La piràmide de població per edats i sexe el 2009 era:
| Homes | Edats   | Dones |
| ----- | ------- | ----- |
| 0     | 95 o +  | 8     |
| 4     | 90 a 94 | 4     |
| 4     | 85 a 89 | 8     |
| 0     | 80 a 84 | 12    |
| 16    | 75 a 79 | 32    |
| 32    | 70 a 74 | 28    |
| 68    | 65 a 69 | 80    |
| 64    | 60 a 64 | 60    |
| 88    | 55 a 59 | 72    |
| 104   | 50 a 54 | 120   |
| 104   | 45 a 49 | 164   |
| 96    | 40 a 44 | 112   |
| 72    | 35 a 39 | 72    |
| 84    | 30 a 34 | 80    |
| 56    | 25 a 29 | 40    |
| 64    | 20 a 24 | 84    |
| 88    | 15 a 19 | 128   |
| 80    | 10 a 14 | 96    |
| 108   | 5 a 9   | 88    |
| 100   | 0 a 4   | 56    |

## Economia
El 2007 la població en edat de treballar era de 1.877 persones, 1.390 eren actives i 487 eren inactives. De les 1.390 persones actives 1.313 estaven ocupades (648 homes i 665 dones) i 76 estaven aturades (39 homes i 37 dones). De les 487 persones inactives 160 estaven jubilades, 232 estaven estudiant i 95 estaven classificades com a «altres inactius».

### Ingressos
El 2009 a Margency hi havia 1.110 unitats fiscals que integraven 2.818,5 persones, la mediana anual d'ingressos fiscals per persona era de 29.558 €.

### Activitats econòmiques
Dels 99 establiments que hi havia el 2007, 2 eren d'empreses de fabricació d'altres productes industrials, 18 d'empreses de construcció, 17 d'empreses de comerç i reparació d'automòbils, 4 d'empreses de transport, 6 d'empreses d'hostatgeria i restauració, 9 d'empreses d'informació i comunicació, 3 d'empreses financeres, 5 d'empreses immobiliàries, 19 d'empreses de serveis, 14 d'entitats de l'administració pública i 2 d'empreses classificades com a «altres activitats de serveis».
Dels 21 establiments de servei als particulars que hi havia el 2009, 2 eren tallers de reparació d'automòbils i de material agrícola, 3 paletes, 3 guixaires pintors, 2 fusteries, 2 lampisteries, 7 empreses de construcció, 1 perruqueria i 1 restaurant.
Dels 2 establiments comercials que hi havia el 2009, 1 era una botiga de menys de 120 m² i 1 una botiga de roba.

## Equipaments sanitaris i escolars
El 2009 hi havia 1 hospital de tractaments de mitja durada (seguiment i rehabilitació) i 1 farmàcia.
El 2009 hi havia 1 escola maternal i 1 escola elemental. A Margency hi havia 1 col·legi d'educació secundària i 1 liceu d'ensenyament general. Als col·legis d'educació secundària hi havia 774 alumnes i als liceus d'ensenyament general 909.

## Poblacions més properes
El següent diagrama mostra les poblacions més properes.